# Црна Гора на Светском првенству у атлетици на отвореном 2022.
Црна Гора је на 18. Светском првенству у атлетици на отвореном 2022. одржаном у Јуџину од 15. до 25. јула учествовала осми пут као самостална земља, са 1 такмичарком која се такмичила у скоку увис.,.
На овом првенству такмичарка Црне Горе није освојила ниједну медаљу, нити остварила неки резултат.

## Учесници
Жене:
- Марија Вуковић —  Скок увис

## Резултати

### Жене
| Атлетичарка    | Дисциплина | Лични рекорд | Квалификације | Квалификације | Финале                | Финале       | Детаљи |
| Атлетичарка    | Дисциплина | Лични рекорд | Резултат      | Место         | Резултат              | Место        | Детаљи |
| -------------- | ---------- | ------------ | ------------- | ------------- | --------------------- | ------------ | ------ |
| Марија Вуковић | Скок увис  | 1,97 НР      | 1,90          | 9. у гр. Б    | Није се квалификовала | 14 / 29 (30) |        |